# دوفر (ديلاوير)
دوفر (بالإنجليزية: Dover)‏ هي عاصمة ولاية ديلاوير الأمريكية وثاني أكبر مدينة فيها. وهي أيضا مقر مقاطعة كينت، والمدينة الرئيسية في منطقة دوفر الإحصائية الحضرية، والتي تشمل كل مقاطعة كينت وهي جزء عدة مناطق إحصائية مجتمعة وهي فيلادلفيا-ويلمنجتون-كامدن. وهي تقع على نهر سانت جونز في سهل نهر ديلاوير الساحلي. وسماها وليام بن على مدينة دوفر في مقاطعة كنت الإنكليزية. بلغ عدد سكان المدينة 36,047 حسب تعداد عام 2010.

## التركيبة السكانية
حدّد مكتب تعداد الولايات المتحدة بيانات التركيبة السكانية لدوفر في تعداد الولايات المتحدة. في ما يلي، التركيبة السكانية حسب تعدادي 2000 و2010.

### تعداد عام 2000
بلغ عدد سكان دوفر 32,135 نسمة بحسب تعداد عام 2000، وبلغ عدد الأسر 12,340 أسرة وعدد العائلات 7,500 عائلة مقيمة في المدينة. في حين سجلت الكثافة السكانية 517.5 نسمة لكل كيلومتر مربع (1,340.3/ميل2). وبلغ عدد الوحدات السكنية 13,195 وحدة بمتوسط كثافة قدره 212.5 لكل كيلومتر مربع (550.4/ميل2).
وتوزع التركيب العرقي للمدينة بنسبة 54.94% من البيض و37.22% من الأمريكيين الأفارقة و0.45% من الأمريكيين الأصليين و3.16% من الأمريكيين ذوي الأصول الآسيوية و0.04% من سكان جزر المحيط الهادئ و1.57% من الأعراق الأخرى و2.62% من عرقين مختلطين أو أكثر و4.13% من الهسبانيون أو اللاتينيون من أي عرق.
بلغ عدد الأسر 12,340 أسرة كانت نسبة 33.6% منها لديها أطفال تحت سن الثامنة عشر تعيش معهم، وبلغت نسبة الأزواج القاطنين مع بعضهم البعض 40.4% من أصل المجموع الكلي للأسر، ونسبة 16.7% من الأسر كان لديها معيلات من الإناث دون وجود شريك، بينما كانت نسبة 3.7% من الأسر لديها معيلون من الذكور دون وجود شريكة وكانت نسبة 39.2% من غير العائلات. تألفت نسبة 31.4% من أصل جميع الأسر من عدة أفراد يعيشون في نفس المنزل ونسبة 10.6% كانت تتألف من شخص يعيش بمفرده يبلغ من العمر 65 عاماً أو أكثر. وبلغ متوسط حجم الأسرة المعيشية 2.35، أما متوسط حجم العائلات فبلغ 2.98.
بلغ العمر الوسطي للسكان 32.9 عاماً. وكانت نسبة 23.3% من القاطنين تحت سن الثامنة عشر، وكانت نسبة 9.2% بين الثامنة عشر والرابعة والعشرين عاماً، ونسبة 27.2% كانت واقعةً في الفئة العمرية ما بين الخامسة والعشرين والرابعة والأربعين عاماً، ونسبة 19.1% كانت ما بين الخامسة والأربعين والرابعة والستين، ونسبة 11.5% كانت ضمن فئة الخامسة والستين عاماً فما فوق. يوجد لكل 100 أنثى 87.3 ذكر، ويوجد لكل 100 أنثى في الثامنة عشر من عمرها فما فوق 82.6 ذكر.
بلغ متوسط دخل الأسرة في المدينة 38,669 دولارًا، أما متوسط دخل العائلة فبلغ 48,338 دولارًا. وكان متوسط دخل الذكور 34,824 دولارًا مقابل 26,061 دولارًا للإناث. وسجل دخل الفرد الخاص بالمدينة 19,445 دولارًا. وكانت نسبة 11.5% من العائلات ونسبة 13.8% من السكان تحت خط الفقر، وكان من هؤلاء نسبة 19.8% تحت سن الثامنة عشر ونسبة 10.4% في الخامسة والستين من العمر وما فوق.

### تعداد عام 2010
بلغ عدد سكان دوفر 36,047 نسمة بحسب تعداد عام 2010، وبلغ عدد الأسر 13,771 أسرة وعدد العائلات 7,980 عائلة مقيمة في المدينة. في حين سجلت الكثافة السكانية 580.5 نسمة لكل كيلومتر مربع (1,503.5/ميل2). وبلغ عدد الوحدات السكنية 15,024 وحدة بمتوسط كثافة قدره 241.9 لكل كيلومتر مربع (626.5/ميل2).
وتوزع التركيب العرقي للمدينة بنسبة 48.25% من البيض و42.21% من الأمريكيين الأفارقة و0.54% من الأمريكيين الأصليين و2.72% من الأمريكيين ذوي الأصول الآسيوية و0.06% من سكان جزر المحيط الهادئ و2.12% من الأعراق الأخرى و4.09% من عرقين مختلطين أو أكثر و6.55% من الهسبانيون أو اللاتينيون من أي عرق.
بلغ عدد الأسر 13,771 أسرة كانت نسبة 30.4% منها لديها أطفال تحت سن الثامنة عشر تعيش معهم، وبلغت نسبة الأزواج القاطنين مع بعضهم البعض 34.3% من أصل المجموع الكلي للأسر، ونسبة 19% من الأسر كان لديها معيلات من الإناث دون وجود شريك، بينما كانت نسبة 4.6% من الأسر لديها معيلون من الذكور دون وجود شريكة وكانت نسبة 42.1% من غير العائلات. تألفت نسبة 33.6% من أصل جميع الأسر من عدة أفراد يعيشون في نفس المنزل ونسبة 12.6% كانت تتألف من شخص يعيش بمفرده يبلغ من العمر 65 عاماً أو أكثر. وبلغ متوسط حجم الأسرة المعيشية 2.35، أما متوسط حجم العائلات فبلغ 3.00.
بلغ العمر الوسطي للسكان 31.3 عاماً. وكانت نسبة 21.5% من القاطنين تحت سن الثامنة عشر، وكانت نسبة 18.8% بين الثامنة عشر والرابعة والعشرين عاماً، ونسبة 24% كانت واقعةً في الفئة العمرية ما بين الخامسة والعشرين والرابعة والأربعين عاماً، ونسبة 21.2% كانت ما بين الخامسة والأربعين والرابعة والستين، ونسبة 14.4% كانت ضمن فئة الخامسة والستين عاماً فما فوق. وتوزع التركيب الجنسي للسكان بنسبة 46.4% ذكور و53.6% إناث.

## المناخ
يظهر الجدول التالي التغييرات المناخية على مدار السنة لدوفر:
| البيانات المناخية لـ{{{location}}}  | البيانات المناخية لـ{{{location}}} | البيانات المناخية لـ{{{location}}} | البيانات المناخية لـ{{{location}}} | البيانات المناخية لـ{{{location}}} | البيانات المناخية لـ{{{location}}} | البيانات المناخية لـ{{{location}}} | البيانات المناخية لـ{{{location}}} | البيانات المناخية لـ{{{location}}} | البيانات المناخية لـ{{{location}}} | البيانات المناخية لـ{{{location}}} | البيانات المناخية لـ{{{location}}} | البيانات المناخية لـ{{{location}}} | البيانات المناخية لـ{{{location}}} |
| الشهر                               | يناير                              | فبراير                             | مارس                               | أبريل                              | مايو                               | يونيو                              | يوليو                              | أغسطس                              | سبتمبر                             | أكتوبر                             | نوفمبر                             | ديسمبر                             | المعدل السنوي                      |
| ----------------------------------- | ---------------------------------- | ---------------------------------- | ---------------------------------- | ---------------------------------- | ---------------------------------- | ---------------------------------- | ---------------------------------- | ---------------------------------- | ---------------------------------- | ---------------------------------- | ---------------------------------- | ---------------------------------- | ---------------------------------- |
| الدرجة القصوى °ف (°م)               | 77 (25)                            | 80 (27)                            | 88 (31)                            | 97 (36)                            | 98 (37)                            | 101 (38)                           | 104 (40)                           | 102 (39)                           | 99 (37)                            | 95 (35)                            | 85 (29)                            | 75 (24)                            | 104 (40)                           |
| الحد الأقصى المتوسط °ف (°م)         | 56 (13)                            | 57 (14)                            | 71 (22)                            | 82 (28)                            | 88 (31)                            | 93 (34)                            | 95 (35)                            | 93 (34)                            | 90 (32)                            | 80 (27)                            | 70 (21)                            | 59 (15)                            | 95 (35)                            |
| متوسط درجة الحرارة الكبرى °ف (°م)   | 43.4 (6.3)                         | 47.0 (8.3)                         | 54.9 (12.7)                        | 65.7 (18.7)                        | 74.7 (23.7)                        | 83.2 (28.4)                        | 87.0 (30.6)                        | 85.2 (29.6)                        | 79.3 (26.3)                        | 68.8 (20.4)                        | 58.5 (14.7)                        | 47.4 (8.6)                         | 66.3 (19.1)                        |
| المتوسط اليومي °ف (°م)              | 35.2 (1.8)                         | 38.0 (3.3)                         | 45.2 (7.3)                         | 55.0 (12.8)                        | 64.2 (17.9)                        | 73.3 (22.9)                        | 77.7 (25.4)                        | 76.1 (24.5)                        | 69.7 (20.9)                        | 58.7 (14.8)                        | 49.2 (9.6)                         | 39.2 (4.0)                         | 56.8 (13.8)                        |
| متوسط درجة الحرارة الصغرى °ف (°م)   | 27.1 (−2.7)                        | 29.0 (−1.7)                        | 35.6 (2.0)                         | 44.3 (6.8)                         | 53.8 (12.1)                        | 63.4 (17.4)                        | 68.4 (20.2)                        | 67.0 (19.4)                        | 60.1 (15.6)                        | 48.7 (9.3)                         | 39.8 (4.3)                         | 31.0 (−0.6)                        | 47.4 (8.6)                         |
| الحد الأدنى المتوسط °ف (°م)         | 3 (−16)                            | 5 (−15)                            | 13 (−11)                           | 26 (−3)                            | 35 (2)                             | 46 (8)                             | 52 (11)                            | 49 (9)                             | 39 (4)                             | 28 (−2)                            | 20 (−7)                            | 9 (−13)                            | −1 (−18)                           |
| أدنى درجة حرارة °ف (°م)             | −7 (−22)                           | −11 (−24)                          | 7 (−14)                            | 14 (−10)                           | 28 (−2)                            | 41 (5)                             | 45 (7)                             | 35 (2)                             | 30 (−1)                            | 25 (−4)                            | 11 (−12)                           | −3 (−19)                           | −11 (−24)                          |
| الهطول إنش (مم)                     | 3.41 (87)                          | 3.07 (78)                          | 4.31 (109)                         | 3.88 (99)                          | 4.25 (108)                         | 4.00 (102)                         | 4.09 (104)                         | 4.36 (111)                         | 4.13 (105)                         | 3.42 (87)                          | 3.48 (88)                          | 3.65 (93)                          | 46.05 (1٬171)                      |
| متوسط تساقط الثلوج إنش (سم)         | 4.6 (12)                           | 7.7 (20)                           | 0.3 (0.76)                         | 0 (0)                              | 0 (0)                              | 0 (0)                              | 0 (0)                              | 0 (0)                              | 0 (0)                              | 0 (0)                              | .2 (0.51)                          | 2.9 (7.4)                          | 15.7 (40.67)                       |
| متوسط أيام هطول الأمطار (≥ 0.01 in) | 10.1                               | 9.6                                | 10.0                               | 11.3                               | 10.9                               | 9.1                                | 9.3                                | 8.6                                | 8.3                                | 8.0                                | 7.9                                | 10.3                               | 113.4                              |
| متوسط الأيام المثلجة (≥ 0.1 in)     | 2.2                                | 1.9                                | 0.3                                | 0                                  | 0                                  | 0                                  | 0                                  | 0                                  | 0                                  | 0                                  | 0                                  | 0.9                                | 5.3                                |
| ساعات سطوع الشمس اليومية            | 5                                  | 6                                  | 7                                  | 8                                  | 8                                  | 9                                  | 9                                  | 8                                  | 8                                  | 7                                  | 6                                  | 5                                  | 7                                  |
| نسبة وصول أشعة الشمس                | 50                                 | 55                                 | 58                                 | 62                                 | 57                                 | 60                                 | 60                                 | 57                                 | 67                                 | 64                                 | 60                                 | 56                                 | 59                                 |
| متوسط مؤشر الأشعة فوق البنفسجية     | 2                                  | 3                                  | 5                                  | 6                                  | 8                                  | 9                                  | 9                                  | 8                                  | 7                                  | 4                                  | 2                                  | 2                                  | 5                                  |
| المصدر #1: NOAA                     |                                    |                                    |                                    |                                    |                                    |                                    |                                    |                                    |                                    |                                    |                                    |                                    |                                    |
| المصدر #2: Weather Atlas            |                                    |                                    |                                    |                                    |                                    |                                    |                                    |                                    |                                    |                                    |                                    |                                    |                                    |

## أعلام
- ستانلي كول
- ماديسون برينجل
- دوغ هتشيسون
- ميرفي غوير
- تيري بولو
- ويليام ه بويس
- جون ميدلتون كلايتون
- تشارلز لام تيري
- ستان براون
- تشارلز وارتون